# Roman Jakuba
Roman Jurijowytsch Jakuba (ukrainisch Роман Юрійович Якуба; * 23. April 2001 in Lwiw) ist ein ukrainischer Fußballspieler, der hauptsächlich als Innenverteidiger spielt. Er steht derzeit bei Valmiera FC in Lettland unter Vertrag und wird von Puszcza Niepołomice ausgeliehen.

## Karriere

### Verein
Roman Jakuba begann seine Fußballkarriere in der Jugend von Poschuk Sychiwska Himnasija Lwiw, Opir Lwiw, FK Lwiw und Schachtar Donezk.
Sein Profidebüt gab er 2018 bei Schachtar Donezk, wo er bis 2021 spielte. Anschließend wechselte er zu Valmiera FC, bevor er 2023 an Puszcza Niepołomice ausgeliehen wurde.
Sein Debüt in der Ekstraklasa machte er am 23. Juli 2023 beim Auswärtsspiel gegen Widzew Łódź, welches Puszcza mit 2:3 verlor.

### Nationalmannschaft
Jakuba hat verschiedene Altersklassen der ukrainischen Nationalmannschaft durchlaufen, darunter Ukraine U16, U17, U18, U19 und U21.

## Erfolge
Valmiera FC
- lettischer Meister: 2022